# Amomum sumatrense
Amomum sumatrense är en enhjärtbladig växtart som beskrevs av Henry Nicholas Ridley. Amomum sumatrense ingår i släktet Amomum och familjen Zingiberaceae.
Artens utbredningsområde är Sumatera. Inga underarter finns listade i Catalogue of Life.